# Масуд, Гассан
Гасса́н Масу́д (араб. غسّان مسعود‎; род. 20 сентября 1958, Дамаск, Сирия) — сирийский актёр и режиссёр, наиболее известный благодаря роли мусульманского правителя Салах ад-Дина в фильме Ридли Скотта 2005 года «Царство небесное» и Абу Бакра в историческом телесериале «Умар» (2012). Масуд также сыграл эпизодическую роль в некоторых сериях  турецкого исторического телесериала канала TRT 1 про Мехмеда II — «Мехмед: Султан завоеваний» (2024-н.в.). В этом сериале актер сыграл другого сподвижника Мухаммада (с) — Абу Айюба аль-Ансари.

## Биография
Масуд обучался в Финляндии и Германии, после чего вернулся на родину. Окончил школу театрального искусства, где преподавал на протяжении 10 лет. Был одним из основателей Арабо-африканского Театрального центра в Тунисе.
Масуд известен в Сирии благодаря его появлению во многих сирийских фильмах, постановке пьесы Diplomasiyyoun и по работе в Национальном театре сирийского министерства культуры. Масуд отказался от роли в фильме 2005 года «Сириана», заявив, что опасается, что фильм будет антиарабским. Масуд также выразил обеспокоенность политической ситуацией в его стране и в регионе в целом. После того, как актёр посмотрел фильм, он заявил, что сожалеет о своем решении.
Международная известность пришла к Масуду после съёмок в фильме «Пираты Карибского моря: На краю света», в котором он сыграл роль капитана Амана Корсара. В 2006 году Масуд сыграл шейха в турецком фильме «Долина волков: Ирак». В 2012 году он снялся в роли спутника Мухаммеда Абу Бакра в сериале «Умар». В 2014 году Масуд появился в роли великого визиря Рамзеса II в библейском эпосе Ридли Скотта «Исход: Цари и боги». В 2019 году Масуд исполнил роль персидского царя Кира II в казахском фильме «Томирис».
Гассан Масуд женат, имеет сына и дочь.

## Фильмография
| Год  |   | Русское название                      | Оригинальное название                    | Роль                      |
| ---- | - | ------------------------------------- | ---------------------------------------- | ------------------------- |
| 1989 | с | —                                     | The Volcano                              | н/д                       |
| 1995 | ф | —                                     | Almoutabaki                              | Шамон                     |
| 1997 | с | —                                     | The Fugitive                             | н/д                       |
| 2000 | с | —                                     | Lail Almosaferin                         | н/д                       |
| 2003 | с | —                                     | Al Hajjaj                                | Абдулла ибн Алзубир       |
| 2005 | ф | Царство небесное                      | Kingdom of Heaven                        | Салах ад-Дин              |
| 2005 | с | —                                     | Al-Zahir Bibars                          | н/д                       |
| 2005 | с | —                                     | Akher Ayyam Al Yamamah                   | Аль Асуд ибн Аффар        |
| 2005 | с | —                                     | Ashwak Naaeima                           | н/д                       |
| 2006 | ф | Долина волков: Ирак                   | Kurtlar Vadisi: Irak                     | Абдурахман Халис Каруки   |
| 2006 | ф | —                                     | Dhilal al sammt                          | н/д                       |
| 2007 | ф | Пираты Карибского моря: На краю света | Pirates of the Caribbean: At World’s End | капитан Аман Корсар       |
| 2008 | ф | —                                     | The Promise                              | Сахрави                   |
| 2009 | ф | Бабочка                               | Kelebek                                  | Мевлеви Диди              |
| 2009 | с | —                                     | Qa’a Al-madinah                          | н/д                       |
| 2011 | с | —                                     | Touq                                     | Сараб                     |
| 2012 | с | Умар                                  | عمر                                      | Абу Бакр                  |
| 2014 | с | —                                     | Halawet Elrouh                           | Аби Рибиаа                |
| 2014 | ф | Исход: Цари и боги                    | Exodus: Gods and Kings                   | великий визирь Рамзеса II |
| 2016 | ф | Барон                                 | Baron                                    | н/д                       |
| 2017 | ф | —                                     | Writing on Snow                          | муж                       |
| 2017 | ф | Все деньги мира                       | All the Money in the World               | принц Аль-Рашид           |
| 2018 | ф | —                                     | Morine                                   | отец Эббот                |
| 2019 | ф | —                                     | Al-Eteraf                                | н/д                       |
| 2019 | ф | Томирис                               | Tomyris                                  | Кир II Великий            |
| 2023 | ф | Воин пустыни                          | Desert Warrior                           | царь Нуман                |